# Eriq Zavaleta
Eriq Anthony Zavaleta (Westfield, Indiana, Estados Unidos; 2 de agosto de 1992) es un futbolista estadounidense de origen salvadoreño que juega como defensa central en  Los Ángeles Galaxy de la Major League Soccer de los Estados Unidos. Fue internacional desde 2021 hasta 2023 con la selección de fútbol de El Salvador.

## Trayectoria

### Inicios
Zavaleta inició su carrera deportiva en el fútbol colegial en la High School secundaria de Westfield, Indiana. En su primer año marcó 25 goles y nueve asistencias como estudiante de primer año y 20 goles y 10 asistencias como sénior. También pasó su carrera juvenil con FC Pride, Real Salt Lake, y Chivas USA, y también formó parte del equipo de Columbus Crew del USL Super-20 en 2011.
El 7 de febrero de 2011, Zavaleta firmó una carta de intención para jugar fútbol universitario en la Universidad de Indiana. En su primer año con los Hoosiers, Zavaleta disputó 22 partidos y lideró el equipo con 10 goles y 5 asistencias. Después el pasó a ser nombrado al equipo de All-Freshman, Selección del primer equipo de la Región de los Grandes Lagos de NSCAA, primer equipo de Soccer America y primer jugador de Jugador de Fútbol de Chicagoland.
En su segundo año, Zavaleta disputó 24 partidos y de nuevo fue el líder con 18 goles y cuatro asistencias. Él llevó el equipo a su octavo título nacional. Una de las cuatro asistencias llegó en la final de la Copa Universitaria de 2012 contra el no. 3 Georgetown, cuando él fijó a su compañero de equipo Nikita Kotlov para cuál resultó ser la meta del título-clinching. Él pasó a ser nombrado Big Ten All-Tournament equipo, NSCAA tercer equipo All-American, College Soccer primer equipo All-American y la Copa Universitaria All-Tournament equipo. En la Universidad de Indiana fue miembro de la fraternidad Kappa Sigma.

### Seattle Sounders
El 5 de enero de 2013, fue anunciado por el agente Ron Waxman que Zavaleta había firmado un contrato de Generación Adidas con la Major League Soccer, por lo que es elegible para la SuperDraft MLS 2013. El 17 de enero, Zavaleta fue seleccionado 10.º en total por el Seattle Sounders e inmediatamente añadido a la lista de jugadores. Hizo su debut profesional el 23 de marzo de 2013, en una derrota por 1-0 ante los Terremotos de San José.

### Chivas EE.UU.
El 28 de febrero de 2014, Zavaleta es cedido a préstamo al Chivas USA por un año para disputar la temporada 2014 de la MLS. En su estadía con el club californiano acumuló un total de 18 partidos disputados.

### Toronto FC
El 26 de enero de 2015, Toronto FC anunció que había negociado para el SuperDraft de 2015 en una selección de segunda ronda a Seattle por Zavaleta. El 2 de mayo de 2015, tuvo la oportunidad de debutar con el club en el Talen Energy Stadium de Chester, Pensilvania en la victoria de visita contra el Philadelphia Union por 1-0. Ingresando al terreno de juego a los 89 minutos en sustitución del italiano Sebastian Giovinco.
El 5 de septiembre de 2015, Zavaleta anotó su primer gol para Toronto en una derrota por 2-1 contra su antiguo club, el Seattle Sounders. En la temporada 2016 de la MLS, Zavaleta disputó 21 partidos con el club canadiense los cuales 20 fueron de titular. El 30 de noviembre, disputó la final de conferencia este contra el montreal impact, después de una excelente temporada del equipo logrando el título de campeón (7-5) en el global. Sin embargo con este equipo logró alcanzar la final de la Copa MLS 2016, la cual perdió contra su exequipo el Seattle Sounders FC con un marcador de 4:5 en tanda de penales.

## Vida personal
Eriq es hijo de Carlos y Kristi Zavaleta, tiene una hermana llamada Alexa y un hermano llamado Casey. Su padre jugó profesionalmente en los Estados Unidos y El Salvador, fue miembro de la Selección de El Salvador y es sobrino del exfutbolista Greg Vanney.

## Selección
- Ha sido internacional con la Selección Sub-17 de Estados Unidos en 23 ocasiones.

- Desde el 2021 fue internacional vistiendo la azul y blanco del salvador. Desde 2023 vistió los colores de los Estados Unidos.

## Clubes
Actualizado al último partido jugado el 6 de mayo de 2024.
| Seattle Sounders Football Club Estados Unidos | 1.ª                 | 2013                | 5   | 0 | -  | - | -  | - | 5   | 0 |
| Seattle Sounders Football Club Estados Unidos | Total               | Total               | 5   | 0 | 0  | 0 | 0  | 0 | 5   | 0 |
| San Antonio Scorpions Estados Unidos          | 2.ª                 | 2013                | 4   | 1 | -  | - | -  | - | 4   | 1 |
| San Antonio Scorpions Estados Unidos          | Total               | Total               | 4   | 1 | 0  | 0 | 0  | 0 | 4   | 1 |
| Club Deportivo Chivas USA Estados Unidos      | 1.ª                 | 2014                | 17  | 0 | 1  | 0 | -  | - | 18  | 0 |
| Club Deportivo Chivas USA Estados Unidos      | Total               | Total               | 17  | 0 | 1  | 0 | 0  | 0 | 18  | 0 |
| Toronto Football Club · Canadá                | 1.ª                 | 2015                | 19  | 1 | 2  | 0 | -  | - | 21  | 1 |
| Toronto Football Club · Canadá                | Total               | Total               | 19  | 1 | 2  | 0 | 0  | 0 | 21  | 1 |
| Toronto FC II · Canadá                        | 3.ª                 | 2016                | 2   | 0 | -  | - | -  | - | 2   | 0 |
| Toronto FC II · Canadá                        | Total               | Total               | 2   | 0 | 0  | 0 | 0  | 0 | 2   | 0 |
| Toronto Football Club · Canadá                | 1.ª                 | 2016                | 21  | 0 | 4  | 0 | -  | - | 25  | 0 |
| Toronto Football Club · Canadá                | 1.ª                 | 2017                | 33  | 1 | 3  | 0 | -  | - | 36  | 1 |
| Toronto Football Club · Canadá                | 1.ª                 | 2018                | 21  | 0 | 3  | 0 | 7  | 0 | 31  | 0 |
| Toronto Football Club · Canadá                | 1.ª                 | 2019                | 16  | 0 | 2  | 0 | -  | - | 18  | 0 |
| Toronto Football Club · Canadá                | Total               | Total               | 91  | 1 | 12 | 0 | 7  | 0 | 110 | 1 |
| Toronto FC II · Canadá                        | 3.ª                 | 2019                | 1   | 0 | -  | - | -  | - | 1   | 0 |
| Toronto FC II · Canadá                        | Total               | Total               | 1   | 0 | 0  | 0 | 0  | 0 | 1   | 0 |
| Toronto Football Club · Canadá                | 1.ª                 | 2020                | 5   | 0 | -  | - | -  | - | 5   | 0 |
| Toronto Football Club · Canadá                | 1.ª                 | 2021                | 14  | 0 | -  | - | 2  | 0 | 16  | 0 |
| Toronto Football Club · Canadá                | Total               | Total               | 19  | 0 | 0  | 0 | 2  | 0 | 21  | 0 |
| Los Angeles Galaxy Estados Unidos             | 1.ª                 | 2022                | 4   | 0 | 2  | 0 | -  | - | 6   | 0 |
| Los Angeles Galaxy Estados Unidos             | 1.ª                 | 2023                | 11  | 2 | 1  | 0 | -  | - | 12  | 2 |
| Los Angeles Galaxy Estados Unidos             | 1.ª                 | 2024                | 5   | 1 | -  | - | 2  | 0 | 7   | 1 |
| Los Angeles Galaxy Estados Unidos             | 1.ª                 | 2025                |     |   |    |   |    |   |     |   |
| Los Angeles Galaxy Estados Unidos             | Total               | Total               | 20  | 3 | 3  | 0 | 2  | 0 | 25  | 3 |
| Total en su carrera                           | Total en su carrera | Total en su carrera | 178 | 6 | 18 | 0 | 11 | 0 | 207 | 6 |
| (2) No incluye goles en partidos amistosos.   |                     |                     |     |   |    |   |    |   |     |   |

Universidad/Inferiores/Reservas
| Club                                    | País           | Año         | Partidos | Goles |
| --------------------------------------- | -------------- | ----------- | -------- | ----- |
| IMG Academy                             | Estados Unidos | 2008 - 2009 |          |       |
| FC Pride                                | Estados Unidos | 2009 - 2010 | 27       | 12    |
| Real Salt Lake Sub-18                   | Estados Unidos | 2010 - 2011 |          |       |
| Club Deportivo Chivas USA Sub-18        | Estados Unidos | 2011        |          |       |
| Columbus Crew Sub-18                    | Estados Unidos | 2011        |          |       |
| Indiana Hoosiers                        | Estados Unidos | 2011 - 2012 | 46       | 28    |
| Seattle Sounders Football Club Reservas | Estados Unidos | 2013        | 12       | 4     |
| Club Deportivo Chivas USA Reservas      | Estados Unidos | 2014        | 5        | 0     |
| Total:                                  | Total:         | Total:      | 90       | 44    |

### Selección nacional
| Selección                                       | Año                 | Partidos | Goles |
| ----------------------------------------------- | ------------------- | -------- | ----- |
| Estados Unidos Sub-17                           |                     |          |       |
| 2009                                            | 4                   | 0        |       |
| Total en su carrera                             | Total en su carrera | 4        | 0     |
| El Salvador                                     |                     |          |       |
| 2021                                            | 13                  | 1        |       |
| 2022                                            | 6                   | 1        |       |
| 2023                                            | 8                   | 1        |       |
| 2024                                            | 0                   | 0        |       |
| Total en su carrera                             | Total en su carrera | 27       | 3     |
| Estadísticas hasta el 11 de septiembre de 2023. |                     |          |       |

### Participaciones en Copas del Mundo
| Mundial                               | Sede    | Resultado        |
| ------------------------------------- | ------- | ---------------- |
| Copa Mundial de Fútbol Sub-17 de 2009 | Nigeria | Octavos de final |

## Palmarés

### Títulos nacionales
| Título              | Equipo       | País           | Año  |
| ------------------- | ------------ | -------------- | ---- |
| Major League Soccer | L. A. Galaxy | Estados Unidos | 2024 |

- Datos: Q10551338
- Multimedia: Eriq Zavaleta / Q10551338